# Funtoro
FUNTORO es una marca subsidiaria del grupo Micro-Star International (MSI) con sede en Taiwán y un proveedor global de soluciones de telemáticas y de infoentretenimiento para vehículos comerciales y establecimientos. También es productor de equipos originales para fabricantes como Mercedes Benz, MAN, Scania e IRIZAR. Funtoro diseña, desarrolla y suministra servicios de gestión de flotas, plataformas de nube, soluciones Smart AD, soluciones multimedia y de video individual para pasajeros, soluciones para estadios y soluciones de hostelería para sectores comerciales, transporte público y la industria automotriz. Se estima que existen más de 1,000,000 de terminales en más de 38 países que operan con su marca en vehículos comerciales, ferrocarriles, estadios y otros establecimientos.

## Historia
• 2008 - FUNTORO fue fundado y estuvo enfocado inicialmente en la investigación, desarrollo e integración de software de productos electrónicos en la industria automotriz. Después de formar parte del Grupo MSI (Micro-Star International), FUNTORO adquirió recursos de sistemas integrados y telemáticas en vehículos, lo que generó una expansión de su línea de productos. En el mismo año, también se lanzaron soluciones audiovisuales de información y entretenimiento multimedia para autobuses interurbanos de larga distancia.
• 2009 - FUNTORO amplió su presencia comercial en los territorios de Europa, los Emiratos Árabes, el sudeste de Asia, Turquía y América Latina. Ese mismo año, FUNTORO también lanzó soluciones telemáticas para vehículos comerciales que ofrecen funciones como administración de flotas, monitoreo de seguridad, información del vehículo, comportamiento del conductor y plataforma de nube para gerentes de flotas.
• 2010 - Las soluciones de video individual (MOD) FUNTORO ingresaron al mercado de autobuses interurbanos en Japón. También FUNTORO empieza una cooperación con la fabrica de carrocería China Yutong. En el mismo año, se equipa una nueva generación de autobuses urbanos en la ciudad de Taichung, Taiwán con soluciones telemáticas de FUNTORO.
• 2011- FUNTORO comienza una cooperación con Autosound, el proveedor líder de sistemas multimedia de buses y autobuses en el Reino Unido.
• 2012 - En cooperación con el gobierno municipal de Brasil, se establece e instala una nueva serie en buses urbanos para su infraestructura de transporte público en Río de Janeiro. En el mismo año, FUNTORO coopera con los 3 principales operadores de autobuses en México: Primera Plus, Transpais y Omnibus de México.
• 2013: FUNTORO se asocia con dos de las principales flotas de buses de América Latina: Cruz del Sur y Turbus para equipar su flota de buses que viajan entre Lima y las principales ciudades de Perú, Chile y Colombia con las soluciones de video individual (MOD) de FUNTORO. Mientras tanto, Lux Express y Student Agency, los mayores operadores de buses internacionales en la región del Báltico y República Checa, lanzaron sus nuevos omnibuses de lujo con la solución FUNTORO.
• 2013 - Las soluciones de infoentretenimiento ferroviario FUNTORO comenzaron a operar en las rutas ferroviarias en Europa Central y del Este.
• 2014 - Autobús turístico "SKYBUS" en Kyoto, autobús turístico Hop-on Hop-off en Shanghái, tranvía turístico de Viena "Ring Tram" implementa soluciones FUNTORO. Taiwan Taxi implementa las soluciones FUNTORO Smart AD, generando ingresos publicitarios adicionales en la cifra de millones de dólares por año. [10]
• 2014 - Autobús turístico "SKYBUS" en Kyoto, autobús turístico Hop-on Hop-off en Shanghái, tranvía turístico de Viena "Ring Tram" implementa soluciones FUNTORO. Taiwan Taxi implementa las soluciones FUNTORO Smart AD, generando ingresos publicitarios adicionales en la cifra de millones de dólares por año.
• 2015 - El estadio Vodafone Park en Estambul, Turquía implementó las soluciones FUNTORO Estadio & Arena como parte de su proyecto de modernización. El proyecto fue galardonado con el premio al Proyecto del año en la Cumbre de diseño y desarrollo de negocios de estadios en 2017. Lanzó una nueva generación de soluciones telemáticas para camiones, buses y autobuses de servicio pesado.
• 2016: Se convirtió oficialmente en una marca subsidiaria de MSI. Mientras tanto, las soluciones de hostelería de FUNTORO experimentan un crecimiento constante en la industria hotelera en el sudeste de Asia y Europa . Ese mismo año, Sombat Tour en Tailandia y Alsa, los operadores de autobuses más grandes de España, implementan la solución de video individual MOD en sus buses de primera clase.
• 2017: Comenzó una cooperación con MAN, proporcionando soluciones telemáticas junto con una plataforma de administración en la nube para sus camiones de servicio pesado. Funtoro realizó un proyecto de modernización ferroviaria con el gobierno de India.

## Certificaciones
- TS 16949[25]
- EN50155
- EN50121-3-2
- ISO 9001
- ISO 14001
- QC 080000
- OHSAS 18001

## Premios
- Best Choice Award in Computex Taipei, 2017[26]
- Taiwan Excellence Awards, 2016[27]
- Best Choice Award in Computex Taipei, 2013[28]
- Outstanding IT Applications/Products Award, 2011[29]
- Taiwan Excellence 100 Award on ITS / Telematics, 2011
- Best Choice Award in Computex Taipei, 2010[30]
- Grand BAAV Award in Busworld Asia, 2010
- Europe Autotec Prix Award, 2010[31]
- Innovation Award in Autotronics Taipei, 2010[32]
- Best Choice Award in Computex Taipei, 2009[33]